# چونچونی
چونچونی (به اسپانیایی: Ch'unch'uni) یک کوه در پرو است که در منطقه موکگوا واقع شده‌است. چونچونی ۵٬۰۰۰ متر بالاتر از سطح دریا واقع شده‌است.